# 唐绍仪
唐紹儀（1862年1月2日—1938年9月30日），又名紹怡，字少川，廣東广州府香山縣人，清末民初政治人物、外交家、翻译。留美歸國學生中第一位出任清廷侍郎、尚書級與省區巡撫級要職的人，1912年擔任中華民國首任國務總理，之後在廣州軍政府、國民政府擔任不同職位的官職，1938年9月30日被國民政府軍統特工殺手暗殺於上海。

## 生平

### 早年

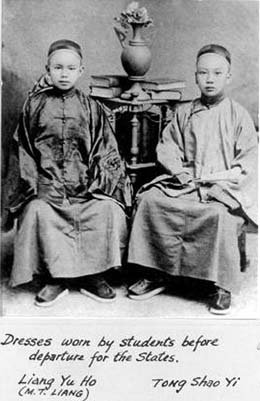
1874年赴美留学前，唐绍仪(右)与梁如浩(左)合照。

1862年1月2日（清咸丰十一年十二月初三），唐紹儀出生於廣東省香山縣（今珠海市）唐家灣鎮（山房路99號），在六兄弟中排行第四，父親唐永大（又名巨川）隨親戚唐廷樞進城，在上海經營茶葉貿易。唐紹儀從小在上海讀書，1871年（同治十年）被選為設於上海的出洋預備學院學生，接受語文訓練，亦曾就讀於香港皇仁書院，1874年12歲时被清朝公費派至美國留學（第三批留美幼童），先後就讀於麻薩諸塞州春田市的Hooker Street Grammar School及康乃狄克州哈特福的Hartford Public High School。1881年，因美國政府拒絕華人就讀軍校，清朝駐美公使陈兰彬故主張全撤留學生。李鸿章本打算讓未讀軍校的學生於美就讀其他學校，學成回國，但總理各國事務衙門誤會其意而下令全部撤退，公费留美学生全部撤退，唐紹儀也只好從哥伦比亚大学中途退學，留學美國為期七年（十四歲至廿一歲）。
1881年，唐紹儀回國後，被派到天津水師學堂繼續讀書。後來以九品縣丞補用職銜，進入天津稅務衙門當翻譯。

### 朝鮮任職
1882年，唐紹儀以德國人穆麟德的随員前往朝鮮襄助海關事務。1884年遇甲申政變，唐臨危不懼，持槍堅守穆麟德宅，給也在朝鮮的袁世凯深刻印象，並使兩人成為莫逆之交。1894年被任命為駐朝鮮總理通商大臣，直到1898年9月，因父去世而回國，駐扎朝鮮十三年餘。
1899年5月24日，李鴻章出任兩廣總督，唐紹儀同前往赴任。11月，袁世凱獲任命為山東巡撫，唐紹儀以道員身份前往，幫忙處理外交。1901年官辦山東大學堂成立，唐紹儀為首任校长（當時稱管理總辦）。
1901年，袁世凱升任直隸總督兼北洋大臣，重用唐紹儀為天津海關道台兼北洋大學堂(今天津大學)督办，而唐在這段期間的表現被同僚及袁世凱所稱許。

### 庚子事變

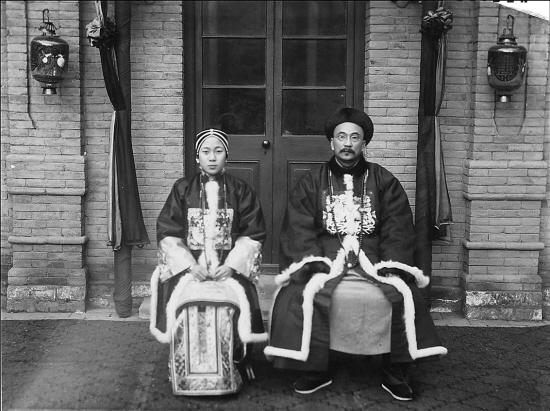
唐紹儀和大夫人張氏

唐紹儀在津期間，還因一段特殊的經歷，與美國總統胡佛(Herbert Clark Hoover)成了朋友。1899年至1906年間，胡佛以英商墨林公司（Bewick, Moreing & Co.）在華代表的身份，在天津從事採礦業，時任直隸熱河礦局總工程師。庚子事變期間，義和團分別圍攻各國使館與天津租界，上百人躲進了僑民區，其中就有唐紹儀和他的家眷。當時，他們寄居的那所宅院正好與胡佛家隔街（今馬場道）相望。一天晚上，幾枚砲彈擊中了唐紹儀的住所，他的大夫人張氏及年幼的四女儿當場被炸死。胡佛等聞訊後及時趕到，與唐紹儀各抱一個孩子(其中有唐11歲的女兒唐寶玥)奪門而出，避居胡佛家裡，生活上暫時由胡佛的妻子盧·亨利照料。租界英軍對唐紹儀也不信任，一度曾將唐紹儀與同時在該區城內避亂的開平礦務局督辦張翼予以逮捕，擬叫軍事當局審批定罪，幸賴胡佛向附近俄軍求救，唐紹儀始獲釋放。1928年胡佛競選美國總統，政敵指摘他在中國曾以不甚合法的手段大肆斂財。唐紹儀從中國發出一封電報，證明他的清白。
張夫人並四女兒殉難後，袁世凱主動將她們的事蹟上奏清廷，請求嘉獎。手抄的奏摺原文如下：
光緒二十九年十二月十八日，欽差北洋大臣、太子少保、直隸總督袁奏：據天津府縣詳次，據採訪局忠義局候選道、前浙江台州府徐士鑾等呈稱，庚子拳匪（義和團）之亂，津郡宦眷殉難者查有現任津海關道唐紹儀之妻，張氏，廣東香山縣人，年三十七歲，隨宦來津。當警報頻仍時，或有勸令避地，唐張氏謝之。其時，被害難民多賴周恤，或濟以衣食，或假以居棲，全活至數百人。五月二十三日，唐張氏挈其女唐四姑摒擋家務，被開花炮彈擊中，一同殉難。該紳等採訪明確，洵屬大義無虧，呈由府縣詳奏前來。臣查津海關道唐紹儀之妻張氏並女四姑，庚子三歲隨宦在津時，值拳匪肇亂，中外開釁。昔時商埠變作戰場，該婦女等日在槍林彈雨之中，守死勿去，卒為炮彈所擊，同日捐軀，至為慘烈。其臨難不苟，大義凜然，即士大夫亦所難能，況在巾幗？相應仰天恩俯準將唐張氏唐四姑一律旌表，以彰風化，而慰貞魂，理合附片具陳。伏乞聖鑒訓示。謹奏。
光緒皇帝很快批准了這本摺子，「奉旨，著照請禮部知道。欽此。」並下旨旌表張夫人及其女兒，追賜張夫人為一品誥命夫人。唐紹儀把母女倆的骸骨運回家鄉安葬，按照聖旨在墓前建成“旌表節烈”牌坊。

### 英國侵藏戰爭
1904年，唐紹儀奉命處理針對英國的外交問題。袁世凱指示唐紹儀永遠不要讓英國像印度那樣殖民西藏。由於擔心俄羅斯入侵喜馬拉雅山的這個小王國，英國攻打西藏，並試圖在日俄即將加入戰爭狀態的良機，一舉驅逐西藏的俄人並排除中國，西藏向清政府求救，北京認為這是對中國主權的殘酷侵犯。清政府官員聲稱，中英在19世紀簽署了四項條約。他們在每項條約中指出，有關英國人民進入西藏的所有問題都需要中國的同意。鑑於最近的事態發展，有必要提醒英國遵守該條約，清朝派唐紹儀赴印度與英國談判。
當唐紹儀會見這些英國官員時，他對印度總督庫爾松勳爵感到厭惡。由於庫爾松勳爵拒絕做出讓步，大多數代表團感到絕望，但唐紹儀卻不這樣認為。他在美國的時候就已經知道：在一個民主國家，即使是最專橫的人也必須服從公眾的意願。他知道英國人入侵西藏並不受英國選民的歡迎，此外他還獲悉，英國拉薩代表團中有一位高級官員，英屬印度陸軍總司令基奇納勳爵(Lord Kitchener)，僅次於庫爾松勳爵。他一直堅決反對這一次入侵，更喜歡由中國統治西藏。唐紹儀利用他的美式英語抓住機會向基奇納介紹自己，唐紹儀和基奇納都是狂熱的馬術愛好者，都喜歡中國瓷器，基奇納非常喜歡國際化的清朝官員。來自英國本土和基奇納不斷反對入侵的壓力最終導致了庫爾松勳爵的失敗。 1906年，中英簽定《中英續訂藏印條約》，其中英國同意中國恢復對西藏的主權，使得英國始終無法得到西藏。

### 海關稅務工作
唐紹儀是近代第一位致力於收回海關控制權的人。洋員壟斷海關稅務司職位數十年，其中赫德1859年（咸豐九年）辭去領事館職務後、加入中國海關擔任粵海關副稅務司，1863年（同治二年）擔任海關總稅務司，赫德的主要職責是為中國政府收取關稅。
1906年5月9日，清廷命鐵良充督辦稅務大臣，唐紹儀充會辦稅務大臣，海關華洋人員統歸節制:27。他以稅務處會辦大臣之職主持全國稅務總署的工作，上任伊始，他即宣稱：「此次奉命辦理海關稅務，實為收回稅權之一大關鍵，且海關為中國海關，聘用洋員自應歸中國節制。今雖時事艱難，無所措手，亦當力任其難」。唐紹儀在稅務部署成立之時，即電召海關總稅務司赫德及各關稅務司到京城聽訓，海關稅務司職位的洋員歸在稅務處會辦大臣的統轄下辦事。
8月18日，督辦鐵路大臣唐紹儀商巡警部尚書徐世昌，所有鐵路警察請一律歸巡警部辦理:36。10月21日，唐紹儀奏陳與俄使璞科第議約開放北滿洲，俄使已承諾:44。

### 東三省經略與出使列國
1907年1月13日，清廷以郵傳部尚書張百熙、侍郎唐紹儀任人瞻徇情面（任用官員時，看人情面子），屢招物議，着傳旨嚴行申飭（斥責）:59。4月20日，清廷諭改盛京將軍為東三省總督兼管三省將軍事務；奉天、吉林、黑龍江各設巡撫，由唐紹儀、朱家寶、段芝貴分任之:69-70。唐紹儀出任首任奉天巡撫，負責處理東北地區的外交。8月7日，東三省總督徐世昌、奉天巡撫唐紹儀與駐奉天美總領事司戴德(Willard Dickerman Straight)簽訂備忘錄，由哈利曼(Edward Henry Harriman)投資修建新（民屯）法（庫）鐵路，旋因美發生金融恐慌（1907年美國銀行業危機），改請英商投資，8月12日日代公使阿部守太郎認為允許英美修建鐡路影響日本在東北的特殊權益，照會外務部，提出抗議:82。11月6日，東三省總督徐世昌、奉天巡撫唐紹儀，與英國保齡公司Pauling & Co.訂立修築新（民）法（庫門）鐵路草合同，借款50萬鎊:94。
1908年10月，唐紹儀從上海經日本到美國，後從美國到歐洲，1909年7月回到北京。此行他作為清政府特使秘密訪問美國，表面上雖然是致謝美國減收庚子義和團事件的賠欵，實際則負有與美國秘密談判東三省政治性與經濟性的借欵與推動中德美聯盟和裁厘加税事，雖獲美國總統接見，但未取得進展。羅斯福認為中國實無力控制其國內情勢，不讚成中、美、德三國的聯合，因為那樣適足以激怒日本，促成另一次中日戰爭，中國將吃虧更大。訪問美國期間，唐紹儀在大使館裡接見了40位中國留學生，顧維鈞作為學生代表致辭。唐紹儀馬上就非常欣賞這個年輕的留學生，認為他是一個可造之材。於是，當袁世凱執政，他出任袁世凱的內閣總理時，他立刻向袁世凱舉薦了顧維鈞。

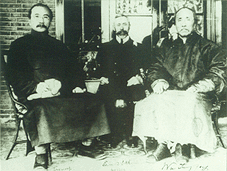
1911年12月，清帝退位後，南北和談代表唐紹儀（左），伍廷芳和英國商人李德立合影。

1910年他署理郵傳部尚書。

### 南北議和
辛亥革命爆發，列強介入調停，1911年12月，唐紹儀被委任為清政府代表，與南方民軍代表伍廷芳在上海議和，民軍堅持推翻清廷，雖然唐紹儀只同意召開國會來決定國體，但袁世凱卻否決協議，1912年1月，唐辭職，留在上海。
3月13日，唐紹儀被袁世凱任命為中華民國國務總理，3月25日抵达南京，與孫中山等商討內閣成員名單和接收南京臨時政府事宜，3月30日，在孫中山舉行的歡迎宴會上，蔡元培向唐致辭，邀請其加入同盟会，黄兴等人也勸其加入，唐遂決定加入同盟會。後因他主張責任內閣制，而袁世凱則想獨攬大權，在爆發王芝祥事件後，讓他覺得約法受到破壞並決心辭職，最後於6月27日辭去國務總理。之後，唐紹儀一直住在上海，並與伍廷芳合資100萬於1914年創辦金星人壽保險有限公司，1915年創辦金星水火保險公司，及後於1920年合併為金星水火人壽保險有限公司，自任董事長。1929年因經營不善而停業。
1916年5月，段祺瑞組閣，委任他為外交總長。雖然他于9月17日抵達天津，但遲遲不入北京，託病逗留，25日，督軍團在徐州通電反對他出任外交總長，因此唐紹儀隨即電辭任命。
1917年7月下旬，前海軍總長程璧光響應孫文號召護法，率艦南下廣東，唐紹儀受邀，與汪精衛隨隊出發。9月10日，孫中山在廣州就任軍政府大元帥，同日國會非常會議推選唐紹儀為軍政府財政總長，可是他沒有履任。1918年初，他到東京與日本首相寺內正毅討論日本政府對華立場，自始留寓日本。是年5月，軍政府改為總裁制，唐紹儀被非常國會推為七總裁之一，他託辭養病東瀛，不能急返任職。11月初，南北和議漸見曙光，唐紹儀便從日本回國。1919年南北和談，唐任南方護法軍政府代表。之後，軍政府發生內訌，於1920年隨孫中山離開廣州赴上海，並通電反對桂系軍閥，桂系軍閥被驅出廣州後，在11月隨孫中山、伍廷芳回廣州，重建軍政府，並被任命為財政部長。

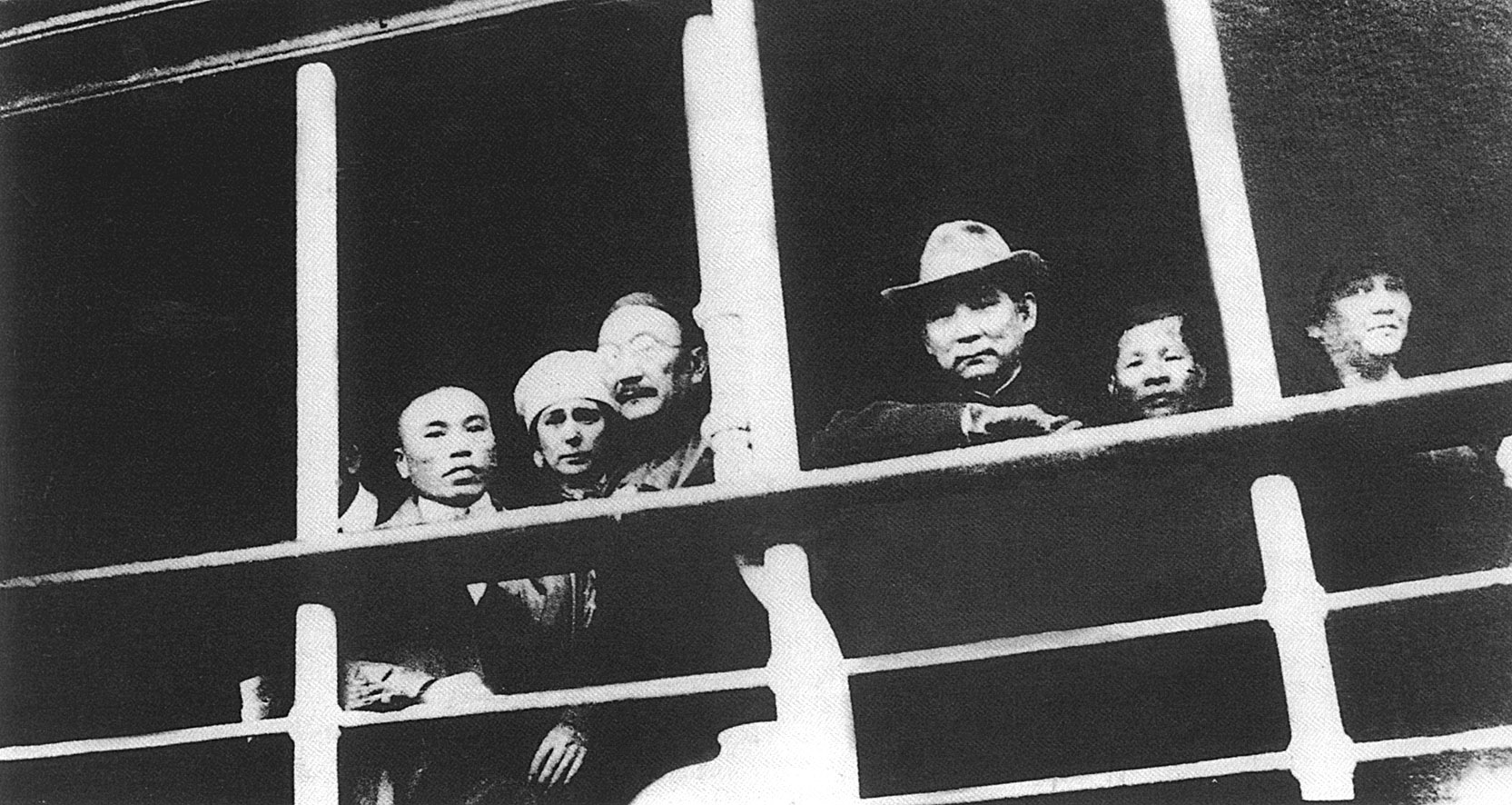
1920年11月28日，孙中山与唐绍仪在自沪返粤的轮船上

民國廿三年六月二日，廣州博濟醫院成立九十九年重建新院奠基典禮紀念碑，由時任私立嶺南大學校校董會主席唐紹儀立。

1921年5月5日，孫中山就任非常大總統，仍以唐紹儀為財政部長。
1922年8月第一次直奉戰爭直系獲勝之後，黎元洪復任大總統，任命唐為國務總理，但唐沒有北上就任。1925年國民政府成立後，唐紹儀被任命為國民黨中央監察委員和國民政府委員。

### 中山模範縣及唐家灣無稅口岸
1927年，廣東國民政府在唐紹儀的提議下，將香山縣改名中山縣，以誌對已故總理孫中山之永久紀念。1929年國民政府以中山縣為模範縣，唐紹儀被任命為中山縣訓政委員會主席。
1930年1月，68歲的唐紹儀被任命為賑務委員會委員。1930年5月，南京國民政府宣布：“茲指定廣東省中山縣唐家灣開闢為無稅口岸，以六十年為期，定稱為中山港，由中山縣訓政實施委員會負責經營。”
1931年年2月，蔣介石因立法糾紛拘留了胡漢民，這引發了寧粵之間的對抗。唐紹儀和部份國府委員返回廣州，並在5月27日成立「中央執監委員非常會議」，汪精衛、孫科、兩廣軍閥陳濟棠、李宗仁聚集了各種反蔣力量，並於5月宣佈在廣州另立國民政府，對抗中央，這個新政府的核心是常務委員會，唐紹儀後來被任命為西南政務委員會五常委之一。1934年10月，就在中山港建設正如火如荼之際，陳濟棠通過親信在中山唆使縣兵以索餉為名發動嘩變，包圍唐紹儀的寓所，逼其去職，中山港工程也半途夭折。唐紹儀離開圍困後，辭去縣長和其他職務，並避居上海。

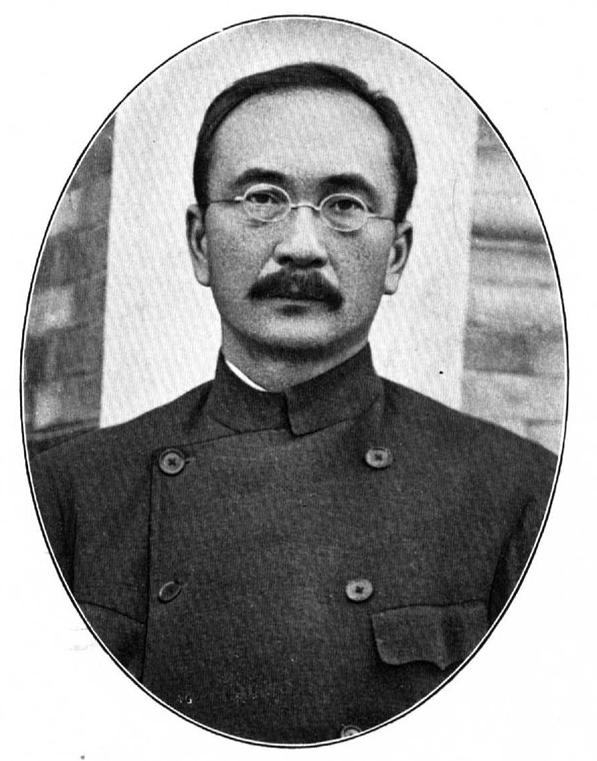
唐绍仪

唐紹儀於1929年4月至1934年10月主政中山縣期間，致力家鄉桑梓建設，其中最主要的政績就是提議開闢中山港無稅口岸和規劃、籌建中山港區及其配套設施。唐紹儀的家鄉香山縣唐家村，瀕臨珠江口西南部的出海深水幹道金星門，因有環海之灣，故名唐家灣，或稱唐家環。族叔清末洋務巨擘唐廷樞曾開闢唐家至廣州、唐家至香港航線，後因業務不旺而停航(沈錦鋒、唐仕進：《唐紹儀與中山‘模範縣’》《唐紹儀研究論文集》)。
唐紹儀離開後不久，縣政府遷回石岐鎮。中山港建設項目被擱置。
1936年6月，陳濟棠和新桂系發動兩廣事變，公開對抗中央，7月13日國民黨五屆二中全會決議撤銷西南執行部，軍委會則宣布撤銷陳濟棠的職務，促使陳濟棠下台。

### 唐紹儀被刺案

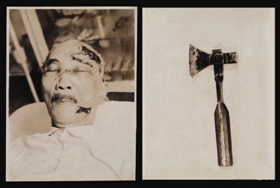
唐紹儀遇刺照

1937年抗日戰爭爆發後，將妻室子女送往香港，自己未轉移後方，滯留上海。
抗戰初期，唐紹儀曾秉承孔祥熙的意思與日本人密謀談和，蔣介石明確反對由唐紹儀作談和代表。上海淪陷後，没有西撤，仍留居受法國保護的上海法租界福開森路（今武康路40弄1号），處於國民黨軍統特務的秘密監視之下。1938年9月，日本特務首腦土肥原賢二親自來到上海，在唐紹儀女婿岑德廣（朝鮮鄭氏所生小女兒唐寶玫的第二任丈夫）帶領下同唐會談，拉攏唐出山。當時在上海日本特務機關「片山」擔任高級特務的台灣人蔡誠仁將此事告知軍統上海組長，軍統透過唐紹儀女祕書取得情報，包括唐紹儀與日本簽的協議書等，遂照上交給戴笠，「奉准予以制裁」。因知唐紹儀嗜好古董，軍統局本部花一大筆錢，購置一對宋瓷花瓶，先遣特務謝志磐赴唐公館，說有一批古董願廉價售出，唐聞知大喜，遂約定於9月30日由古董商送貨上門。
9月30日上午9时，軍統上海站行動總隊長趙理君親自出馬，扮成古董商，携带古董若干，和助手謝志磐、李阿大，乘轎車來到唐府。唐府僕人請客人在客廳等候，然後上樓告知唐紹儀。當僕人離去後，趙理君把客廳内的火柴藏起來。唐随僕人下樓後，令僕人給客人敬烟倒茶，但僕人找不到火柴，轉身離開客廳，去儲藏室尋找。此時唐正細細鑑賞古董，愛不釋手。李阿大趁機抽出斧頭，猛劈唐後腦，見唐倒地，趙理君指揮眾人撤退，邊走邊假裝與裡面告别，以迷惑院中保鏢。唐被送附近的廣慈醫院搶救，於次日凌晨3:50氣絕。
唐遇刺後，于右任、張繼等國民黨元老十分不滿没有掌握唐失節確証，就將其殺害。蔣介石下令付治喪費5,000元，並將唐生平事迹存付國史館，以平息風波。
稍后，他的灵柩运到香港下葬。在1986年12月21—24日由珠海市政協和暨南大學歷史系聯合舉辦的唐紹儀史料研討會上，沈醉作為歷史見證人，認為唐紹儀並無投敵叛國之實，說唐是漢奸也純屬是軍統一些人為了邀功請賞而製造的輿論。

## 唐紹儀内閣
- 國務總理：唐紹儀
- 內務總長：趙秉鈞

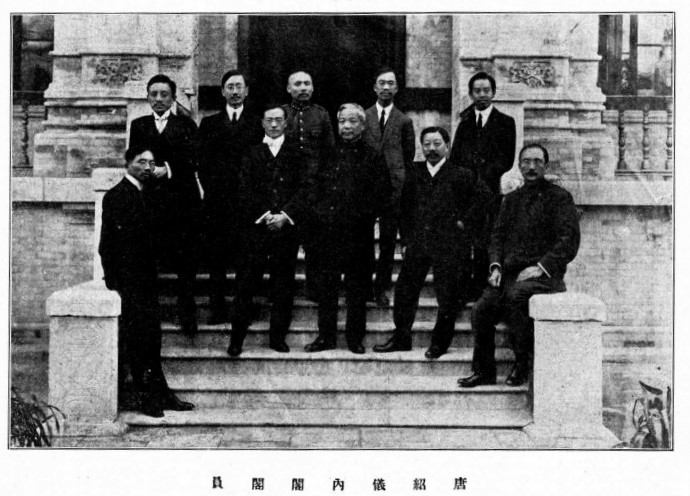
唐紹儀內閣閣員

- 外交總長：陸徵祥（當時係駐俄外交代表，故由胡惟德署理）
- 財政總長：熊希齡
- 陸軍總長：段祺瑞
- 海軍總長：劉冠雄
- 司法總長：王寵惠
- 教育總長：蔡元培
- 農林總長：宋教仁
- 工商總長：陳其美（未就任，由王正廷署理）
- 交通總長：唐紹儀（兼，后由施肇基代理）
- 參謀總長：黃興（未就任）

## 家庭

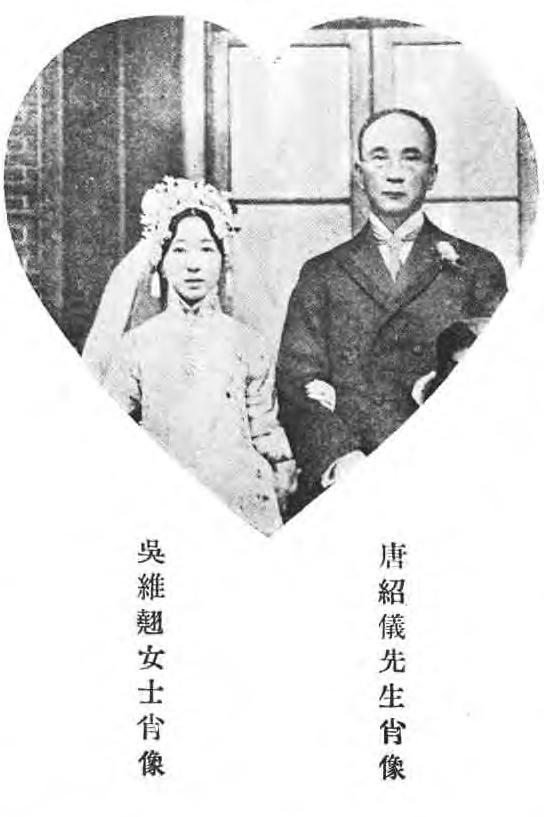
唐紹儀和夫人吳維翹

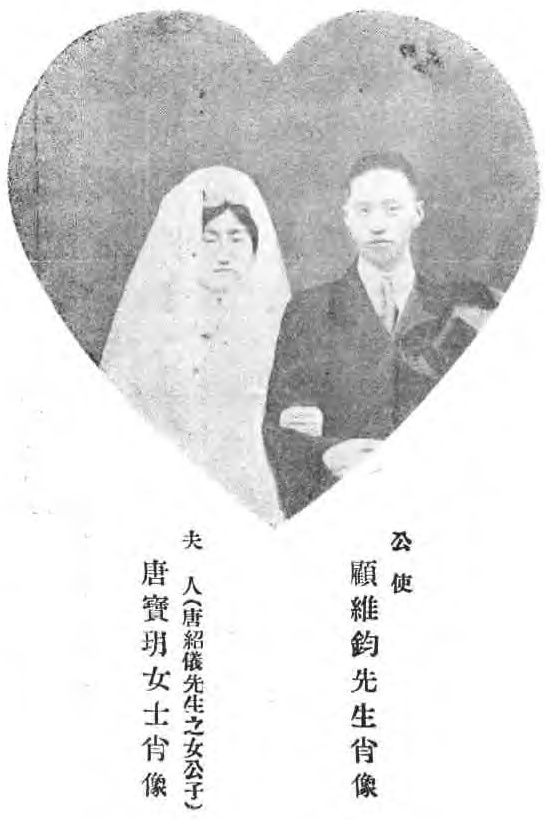
顧維鈞和夫人唐寶玥

- 1908年，唐紹儀為了避溥儀諱，改名紹怡；1912年清朝滅亡後，復名紹儀。

- 唐紹儀的妻兒[24][25]
  - 張氏 死于 1900 ;
    - 長子，唐榴(1899—1979)，張氏所生；1926年被派遣署駐南洋荷屬巴東領事後，歷任駐日本長崎、印度加爾各答領事，駐美國檀香山、英屬新加坡總領事和駐滬辦事處處長等職
      - 生子，唐平[26]
      - 生女，唐慧[27]

    - 二子，唐棟，張氏所生；早夭
    - 長女兒，唐寶珠，張氏所生；嫁駐瑞典、挪威、芬蘭公使諸昌年為妻
    - 二女兒，唐寶璋，張氏所生；嫁清朝末年駐美国、智利、葡萄牙、荷兰外交官張謙为妻；唐寶璋和張謙先后在美国和中国生育七女一子，女婿有袁世凯子袁克安、总统曹锟女婿李伯福之胞弟李亚福、李叔福等。唐寶璋亦為貝聿銘妻子的舅媽[28]（註: 張謙姐妹張氏嫁盧炳玉，生女盧愛玲亦盧淑華Eileen Loo，為貝聿銘妻子。張氏和盧炳玉一子娶中国留学生之父容闳侄子容显麟的女儿容飞。）

  - 妾，譚氏;
    - 五女兒，唐寶玥(唐梅)，妾譚氏所生；在顧維鈞和原配离婚後，成為其第二任妻子

  - 鄭氏，1910年11月11日於北京去世[29][30];
    - 三子，唐柱，鄭氏所生
    - 六女兒，唐寶琄，鄭氏所生；嫁民初外交總長梁如浩的第三子梁寶暢为妻，
    - 八女兒，唐寶玫，鄭氏所生；第一任丈夫為上海公和祥碼頭買辦甘翰臣次子甘鑒光，甘過世後再嫁岑春煊之子岑德廣為妻。曾組織中國歷史上第一場真正意義的現代時裝秀。[31]

  - 吳維翹，香港太古洋行買辦之女，畢業于東吳大學。他們的婚禮比唐的女兒唐寶玥與顧維鈞的婚禮早一天。（註: 唐紹儀與吳維翹的婚禮為1913年6月2日，唐寶玥與顧維鈞的婚禮為1913年6月3日)
    - 四子，唐梁（1919—1969），吴氏所生；
    - 五子，唐櫟，吴氏所生；
    - 六子，唐楗（1935—?），吴氏所生；
    - 九女兒，唐寶璉，吴氏所生；
    - 十女兒，唐寶玧，吴氏所生；
    - 十一女兒，唐寶瑢，吴氏所生；嫁諸昌齡（諸昌年之弟)，離婚後再嫁余守廉（北京高級工程師）
    - 十二女兒，唐寶珅（1920—1978），吴氏所生；嫁南益集團丹斯里拿督李光前長子李成義博士（新加坡李氏基金主席、著名慈善家）[32][33]，現於香港培道中學設有唐寶珅紀念室
    - 十三女兒，唐寶珊（1930—?），吴氏所生；嫁台山籍醫生曹培慶。

- 唐紹儀的其他家庭成員
  - 侄兒唐榮祚，其父為唐紹儀三哥唐紹和，唐榮祚是北洋學堂學生，同時也是清末的一個收藏家，有著作《玉說》名世，其妻子為中德混血兒「鵝媽媽」趙麗蓮。[34]
  - 曾孙唐乙龙（内蒙古工业大学教授）、曾孙女唐乙凤（艺名“唐纹”，香港1970年代艺人、画家）。
  - 堂侄兒唐寶鍔，唐寶潮(妻為容齡公主)等，其祖父為唐永日，父為唐昭航(芝耘)及唐紹儀堂兄弟。[35]
  - 堂侄兒唐悅良，是第一批庚款留美學生，曾任南京國民政府外交部外交部長(代)[36]。
  - 侄兒唐明善，娶周今覺之女周稚芙，生兒唐無忌，唐無忌為著名的集郵家。
  - 侄孫唐滌生。
  - 侄孫女唐雪卿，唐植興之孫女，粤劇演員薛覺先的夫人。[37]
  - 同族侄女唐鈺華（又名唐金環，唐杰臣之長女，唐廷植[38]之孫女[39]；嫁施肇基。[40]

## 軼事
1931年柯達公司曾舉辦世界攝影比賽，唐紹儀為中國主要贊助者，時任中山縣委員長。

#### 唐紹儀「等菜」
孫中山的衛士馬湘在回憶中透露，有一次，唐紹儀來拜訪，孫中山留下來吃午飯，命人買了一隻鹵水鴨給客人。當唐紹儀吃完鴨肉後，他以為自己還有別的東西可以提供，孫中山不得不從廚房拿來了鹹魚。唐紹儀佩服說：我大吃慣了，一頓飯就能吃完一隻肥鵝。雖然家裡只有幾個人，但每頓便要10元！像孫先生這種生活真是太寒苦了！"。

## 評價
美國總統胡佛 (回憶錄)：唐紹儀是一個正直和有才華的人，對中國的未來有深遠的抱負。（"He was an alumnus of Columbia University, a man of great abilities, fine integrity, and high ideals for the future of China"）
英國駐華海關總稅務司赫德爵士：他是一個有分量、有性格、有能力的人，然而，他太理想化了，缺乏必要的政治智慧來建立一個強大的聯盟並保持他的權力基礎。特別是，在1912年辭去總理職務是一個錯誤，削弱了中國的新生政府"was a man of parts, a man of character, a man of great ability,", "a good record as a provincial governor and viceroy."

### 引用
1. ↑  李, 恩涵. . 近代史研究所集刊. 1973-05, (4_上): 56  [2023-05-18]. ISSN 1029-4740. doi:10.6353/BIMHAS.197305.0053. （原始内容存档于2023-05-18） （中文）.
2. ↑  . www.sdu.edu.cn.   [2021-03-27]. （原始内容存档于2021-05-22）.
3. ↑  . 广东频道. 2004-01-04  [2016-06-29]. （原始内容存档于2016-08-22）.
4. ↑  利爾.萊博維茨(Liel Leibovitz) 紐約大學傳播學助理教授. . 文化發展出版社. 2020: 320. ISBN 9787514227246.
5. 1 2 3 4 5 6 7  李新總主編，中國社會科學院近代史研究所中華民國史研究室，韓信夫、姜克夫主編 (编). . 北京: 中華書局. 2011. ISBN 9787101079982.
6. ↑  李, 恩涵. . 近代史研究所集刊. 1973-05, (4_上): 53  [2023-05-18]. ISSN 1029-4740. doi:10.6353/BIMHAS.197305.0053. （原始内容存档于2023-05-18） （中文）.
7. ↑  李永胜，清末中外修订商约交涉研究，天津：南开大学出版社，2005年，第169页
8. ↑  . www.zghqwx.com.   [2018-02-19]. （原始内容存档于2021-01-17）.
9. ↑  . 盛京時報 (奉天). 1916-09-26. 唐少川總長日前到天津後，原聞不日入京就職……不意到津之後，該總長又復留滯多日，尚無入都確期
10. ↑  . 盛京時報 (奉天). 1916-09-27. 大總統於二十五六兩日招宴外賓，甚昐唐少川總長趕期蒞京，曾屢電敦促……昨日接到唐總長前夜所發之電，大意謂：嗽疾頗劇，痰中帶血，三數日內斷難痊癒，陪宴各賓，不克遵令
11. ↑  . 時事新報 (上海). 1916-09-30. 唐紹儀學識凡庸，才智猥下……瑕疵叢集，奢華驕侈，徒以揮霍見長
12. ↑  . 時事新報 (上海). 1916-09-28.
13. ↑  . 民國日報 (上海). 1917-07-23. 前日清晨（二十二）程總長……即擬率各艦駛出出淞口，繼因霧重，未即開行……至昨晨黎明，全艦隊乘風破浪，向廣州而去……唐少川、汪精衞兩先生偕往，聞由程、林二公敦請者
14. ↑  . 時報 (上海). 1918-04-17.
15. ↑  . 新聞報 (上海). 1918-07-24.
16. ↑  . 神州日報 (上海). 1918-11-10. 九日東京電……唐紹儀昨日自熱海啓程，急遽歸國
17. ↑  鄭會欣 <民國權貴的私密檔案> P234起
18. ↑  经盛鸿. . 团结出版社.
19. ↑  . 中國時報. 2011-04-10  [2011-04-11]. （原始内容存档于2011-04-13） （中文（臺灣））.
20. ↑  蒋介石在1938年10月1日的日记中写道：“实为革命党除一大奸。此贼不除，汉奸更多，伪组织与倭寇更无忌惮矣。总理一生在政治上之大敌，我党革命之障碍，以唐奸为最也。”
21. ↑  名人传记编辑部：《名流沧桑》，河南文艺出版社
22. ↑  . 中報 (南京). 1940-12-01.
23. ↑  . www.xhgmw.com.   [2023-11-17]. （原始内容存档于2023-11-17）.
24. ↑  Administrator. . www.cemconnections.org.   [2016-08-18]. （原始内容存档于2016-09-16）.
25. ↑  Administrator. . www.cemconnections.org.   [2018-02-11]. （原始内容存档于2018-02-12）.
26. ↑  . big5.qb.gd.gov.cn.   [2018-02-11].[永久]
27. ↑  黎, 細玲. . 北京: 中國文史出版社. 2014: 08: 395. ISBN 978-7-5034-5235-2.
28. ↑  . 纽约时报. June 27, 2014  [2021-02-20]. （原始内容存档于2022-04-05）.
29. ↑  . courtesy Reed Tang: 4. 24 Nov 1910.
30. ↑  . eresources.nlb.gov.sg.   [2016-08-18]. （原始内容存档于2016-09-19）.
31. ↑  . zhuanlan.sina.cn.   [2018-02-18]. （原始内容存档于2021-01-17）.
32. ↑  . 联合早报网. 2016-05-22  [2018-02-27] （英语）.
33. ↑  fortunetimesadmin. . www.fortunetimes.sg.   [2018-02-27]. （原始内容存档于2021-01-17） （中文（中国大陆））.
34. ↑  1477. . culture.people.com.cn.   [2018-02-19]. （原始内容存档于2018-02-18）.
35. ↑  . edu.qq.com.   [2018-03-10]. （原始内容存档于2018-03-10）.
36. ↑  . mjlsh.usc.cuhk.edu.hk.   [2018-03-10]. （原始内容存档于2021-01-17）.
37. ↑  . paper.wenweipo.com.   [2018-02-19]. （原始内容存档于2020-10-13）.
38. ↑  即唐廷樞兄長，學界習稱之「唐廷植」，實因1971年香港史專家施其樂（Carl T. Smith）撰寫唐廷桂、唐廷樞和唐廷庚兄弟傳記，將唐廷桂誤寫成「唐廷植」，從此以訛傳訛。
39. ↑  栾云鹏; 刘光昱. . 燕赵都市报 (石家庄). 2008-04-08  [2018-02-18]. （原始内容存档于2021-01-11） –新浪网.
40. ↑  . book.kongfz.com.   [2018-02-18]. （原始内容存档于2021-01-17）.
41. ↑  徐庆全. . No. 03. 《炎黄春秋》. 1996. ISSN 1003-1170. CNKI YHCQ199603002.
42. ↑  Hoover, Herbert Clark.  (PDF).   [2023-06-14]. （原始内容存档 (PDF)于2023-05-31）.
43. ↑  Robert, Hart. . London. 1901: Chapter 13, "The New China and Its Builders," and Chapter 15, "The Awakening of China.".

### 书目
- 李恩涵：〈唐紹儀與晚清外交（页面存档备份，存于）〉。
- 丁中江（1985）：《北洋軍閥史話》，臺北：遠景出版社。

## 延伸阅读
[在维基数据编辑]
 《游美同學錄·唐紹儀》，出自《游美同學錄》
 《海上名人傳·唐少川》，出自《海上名人傳》
 在维基共享资源阅览影像
| 政府职务                           | 政府职务                                      | 政府职务      |
| ---------------------------------- | --------------------------------------------- | ------------- |
| 前任： 袁世凱 (大清國內閣總理大臣) | 中華民國國務總理 1912年3月13日－1912年6月27日 | 繼任： 陸徵祥 |
| 前任： 王寵惠 (代理)               | 中華民國國務總理 1922年8月5日－1922年9月19日  | 繼任： 王寵惠 |